# District de Jaunpur
Le district de Jaunpur (en hindi : जौनपुर ज़िला, en ourdou : جون پور ضلع) est l'un des districts de la division de Varanasi de l'État de l'Uttar Pradesh en Inde.

## Description
Sa capitale est la ville de Jaunpur. 
La superficie du district est de 4 038 km2 et la population au recensement de 2011 de 4 494 204 habitants.
Le taux d'alphabétisation est de 73,66%.